# NGC 583
NGC 583 è una galassia lenticolare situata nella costellazione della Balena a una distanza di circa 322 milioni di anni luce dalla nostra Via Lattea.

## Scoperta
NGC 583 è stata scoperta nel 1886 dall'astronomo statunitense Francis Leavenworth.